# Pamela, o la virtù premiata
Pamela, o la virtù premiata (conosciuto anche come Pamela, o la virtù ricompensata; titolo originale Pamela, or Virtue Rewarded) è un romanzo epistolare scritto da Samuel Richardson nel 1740. Ottenne un così ampio successo da spingere l'autore a scriverne un seguito, Pamela in Her Exalted Condition. Anche quest'ultimo ottenne ai tempi grande successo, mentre oggi è considerata un'opera di minore interesse.
Il romanzo è formato da lettere, la maggior parte delle quali scritte da Pamela, e pagine del diario personale della stessa (per questo viene detto romanzo epistolare, da epistola, cioè lettera in latino). Nonostante il genere del romanzo epistolare esistesse già e fosse diffuso soprattutto in Francia, a Richardson si deve il merito di aver elevato questo genere ad alti livelli, ed ogni altro romanzo epistolare inglese si è basato sulla sua opera.

## Trama

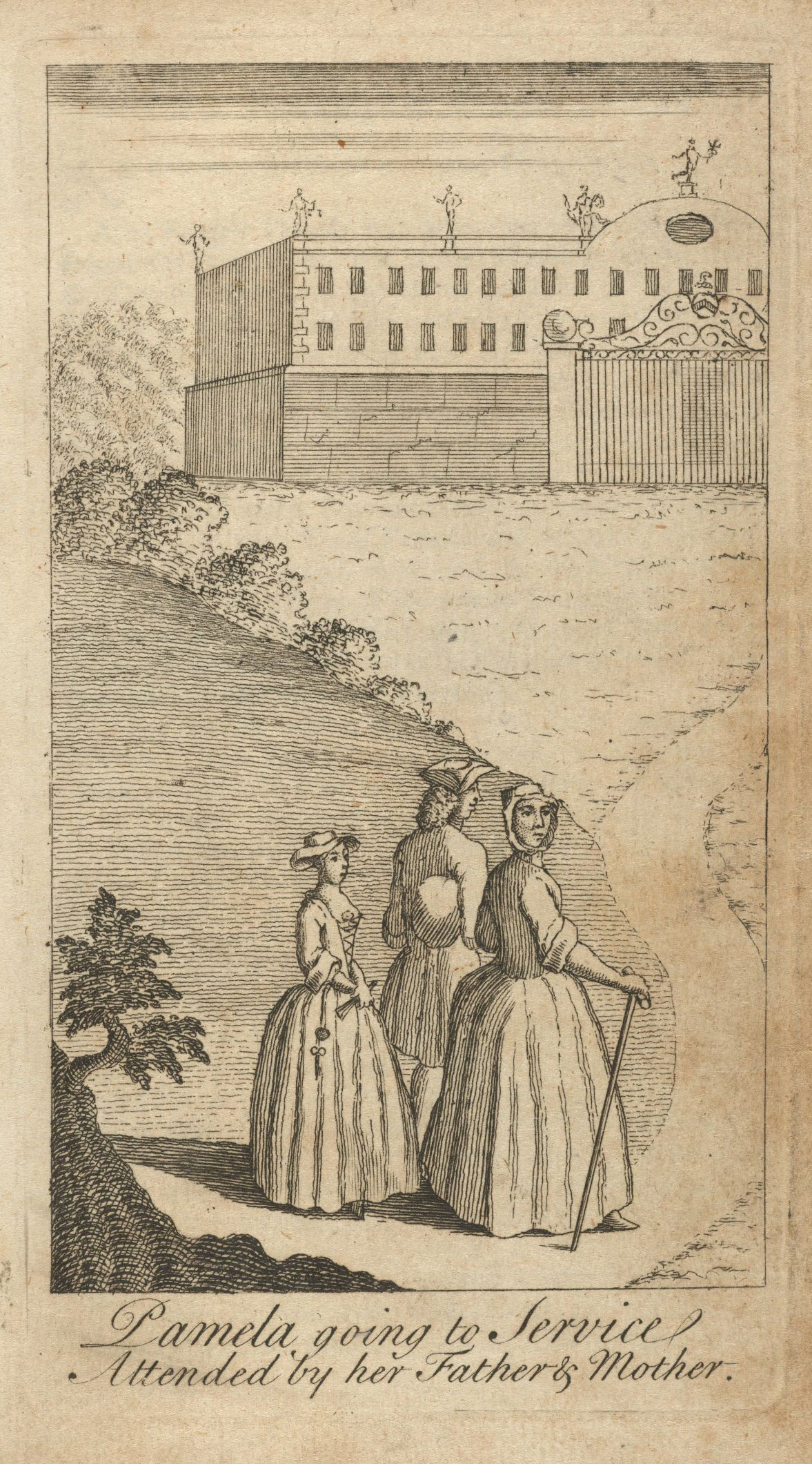
Pamela

Pamela è una dama di compagnia sedicenne, una ragazza povera ma virtuosa e bellissima. Lavora per Lady B e, quando questa muore, passa al servizio di suo figlio, Mr B. Il gentiluomo prova una grande attrazione per la ragazza, tenta spesso di sedurla in ogni modo, ma la fanciulla rifiuta ogni volta con indignazione. Allora, Mr B cerca di convincerla tenendola prigioniera per quaranta giorni e per ben due volte arriva quasi al punto di stuprarla. Pamela, disperata, sfiora il pensiero del suicidio, salvo accorgersi che, nonostante il comportamento selvaggio, c'è qualcosa di affascinante in Mr B. L'uomo si rende conto che la brutalità da lui dimostrata non lo porterà a nessun risultato, e inizia a corteggiare la fanciulla in maniera tenera e gentile, finendo per innamorarsi, ricambiato, di lei e delle sue straordinarie doti morali e umane. Per due volte Mr B le chiede la mano prima che Pamela sia veramente convinta della scelta, ma alla fine della narrazione, il lettore vedrà i due eroi felicemente sposati e accettati dalla società dell'epoca (sebbene trapeli il messaggio che la scalata sociale di Pamela sia un unicum, scaturita in virtù delle sue non comuni qualità).

## Analisi
Al contrario di Daniel Defoe, autore del romanzo Robinson Crusoe, il quale non ci dà alcun tracciato psicologico e morale del suo personaggio, Samuel Richardson presta particolare attenzione ai pensieri e ai sentimenti di Pamela. Non a caso, il titolo stesso del romanzo lascia capire che la fanciulla è dotata di grande elevatezza morale: ella corrisponde allo stereotipo della ragazza appartenente alla società puritana inglese del XVIII secolo, una giovane che tiene alla virtù ed alla verginità più che alla sua stessa vita. Anche nel romanzo seguente, Pamela II, lo scrittore utilizza il suo personaggio per raccomandarne le qualità alle mogli e alle madri dell'epoca. La tensione narrativa è proprio dovuta alle continue prove cui la protagonista è sottoposta: prove di carattere morale, innanzitutto, ma anche vere e proprie "avventure". Lo stile è drammatico ed anche i dialoghi sono molto tesi emotivamente e ricchi di enfasi.

## Opere derivate
- Henry Fielding pubblicò nel 1741 con lo pseudonimo Conny Keyber, una parodia del romanzo, An Apology for the Life of Mrs. Shamela Andrews, noto anche come Shamela[4]. In seguito, con Joseph Andrews del 1742, Fielding narrò le avventure umoristiche del fratello di Pamela, Joseph[5].
- Voltaire trasse ispirazione dal romanzo per scrivere la commedia Nanine o Il pregiudizio sconfitto nel 1749[6].
- Goldoni scrisse due commedie di successo ispirandosi a questo romanzo: La Pamela (1750)[7] e Pamela maritata (1759)[8]. Questo seguito fu da Goldoni dedicato a Voltaire[9].
- Nel 1760, Goldoni trasse il libretto per l'opera La buona figliuola, musicata da Niccolò Piccinni: la protagonista si chiama Cecchina[10]. Visto il grande successo della rappresentazione (si era diffuso a Roma un certo modo di vestire "alla cecchina"), scrisse un seguito della vicenda, diverso da quello ideato da Richardson, nel quale i litigi tra Cecchina e il Marchese vengono riconciliati dall'arrivo del padre della protagonista[11].
- Il romanzo ha ispirato la serie televisiva italiana Elisa di Rivombrosa, a cui però sono stati cambiati i nomi dei personaggi ed è ambientata nel Piemonte del XVIII secolo[12], e il libro viene regalato ad una delle protagoniste all'inizio della seconda stagione[non chiaro].

## Edizioni in italiano
- Samuel Richardson, Pamela, ovvero La virtu premiata. Traduzione dall'inglese. Tomo primo-Quarto. Venezia: per Giuseppe Bettinelli, in Merceria al Secolo delle Lettere, 1744-1745
- Samuel Richardson, Pamela, ovvero La virtu premiata. Traduzione dall'inglese. Tomo primo-quarto. In Napoli: presso Di Domenico, e Manfredi ed a spese di Giacomo-Antonio Venaccia: si vendono nel Corridoio del Consiglio, 1756
- Samuel Richardson, Pamela, ovvero La virtu premiata. Traduzione dall'inglese. In Venezia : dai torchj di Giuseppe Molinari, 1800
- Samuel Richardson, Pamela, ovvero La virtu premiata. Traduzione dall'inglese. Tomo 1-4, In Venezia : appresso Gaetano Martini, 1803
- Samuel Richardson, Pamela, ovvero La virtu premiata. Versione dall'inglese di A. M. Speckel, Milano: Ed. A. P. E., 1952 (Busto Arsizio, Tip. A. Pianezza)
- Samuel Richardson, Pamela, Traduzione dall'inglese e prefazione di Vittoria Ottolenghi. Vol. I-II, Milano: A. Garzanti, 1953
- Samuel Richardson, Pamela o La virtu ricompensata, traduzione di Masolino D'Amico, Milano: Frassinelli, 1995
- Samuel Richardson, Pamela, Milano: Quadratum, 2005
- Samuel Richardson, Pamela, introduzione e prefazione di Valentina Poggi; traduzione di Vittoria Ottolenghi, Milano: Garzanti, 2005
- Samuel Richardson, Pamela, introduzione di Franco Marenco; traduzione e note di Gioia Angiolillo Zazzino, Milano: BUR, 2009
- Samuel Richardson, Pamela, traduzione e introduzione di Masolino D'Amico, Milano: Oscar Mondadori, 2016